# Casa memorială „Avram Iancu”
Casa memorială „Avram Iancu” este un ansamblu de monumente istorice aflat pe teritoriul satului Incești din comuna Avram Iancu, județul Alba, România.

## Descriere
Muzeul este adăpostit în casa părintească, construită în jurul anului 1800, de către părinții lui Avram Iancu: Alexandru și Maria Iancu. Este o casă tipic moțească cu acoperiș țuguiat și terminat cu patru arcade semicirculare. Anexele au fost construite în anul 1924 de către Asociația ASTRA din Sibiu. Până în 1972 anexele casei au servit ca săli de clasă pentru școala primară din satul Incești. În 1972, la centenarul morții lui Avram Iancu, muzeul s-a reorganizat, realizându-se într-o anexă expoziții de istorie și etnografie. Sunt expuse fotografii, documente de familie, obiecte personale, tunul, săbiile și fluierul lui Iancu, arme, drapele. Aici sunt păstrate și certificatele sale școlare de la Gimnaziul Crăiesc din Zlatna, protocolul crăiesc în care se află înregistrat Avram Iancu, testamentul lui, documente referitoare la pregătirea și desfășurarea Revoluției de la 1848 – 1849 din Transilvania. Expoziția etnografică cuprinde port moțesc, vase specifice zonei, unelte cu care se confecționau ciubere, tulnice, căruțe.

## Imagini

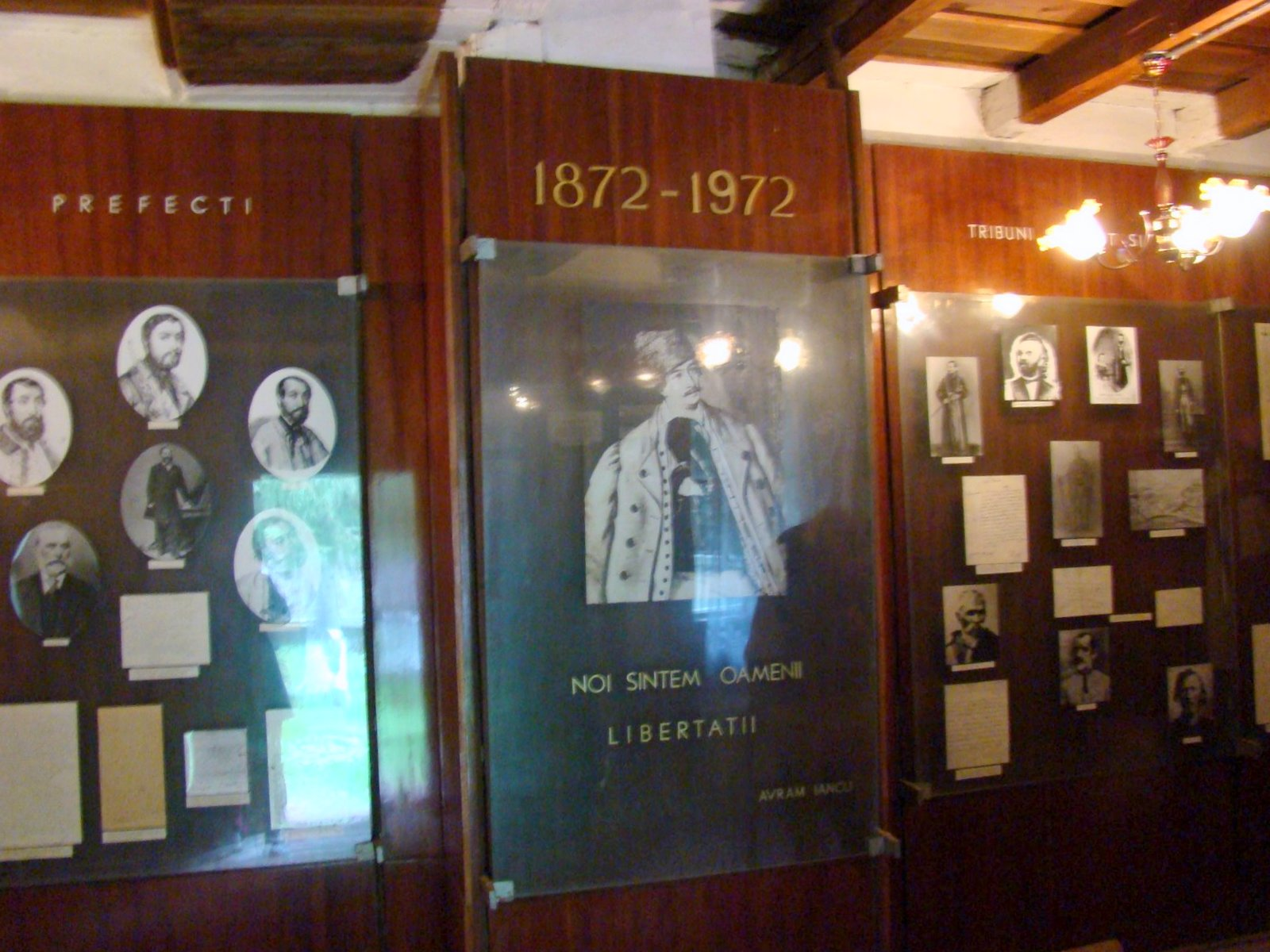
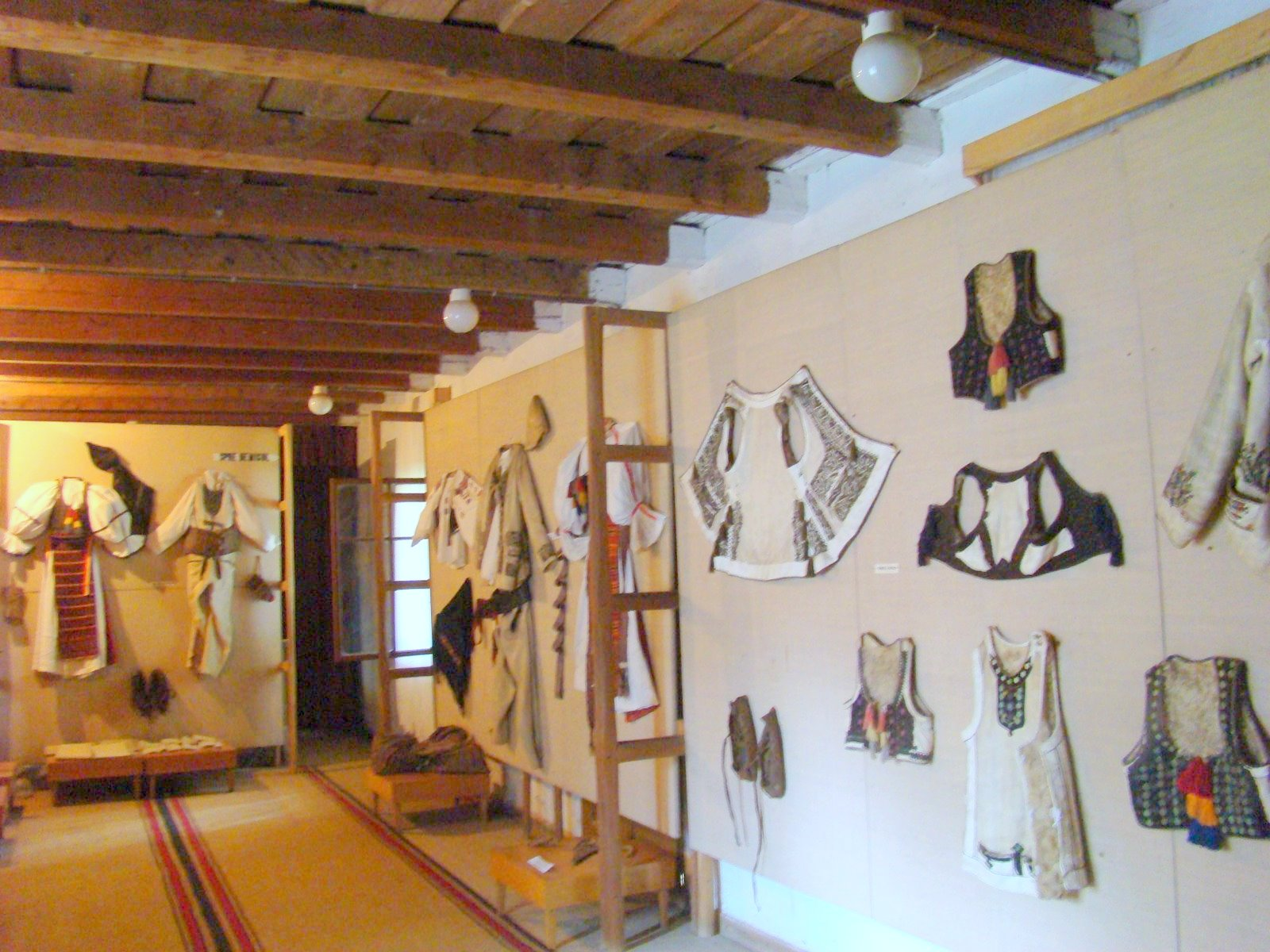
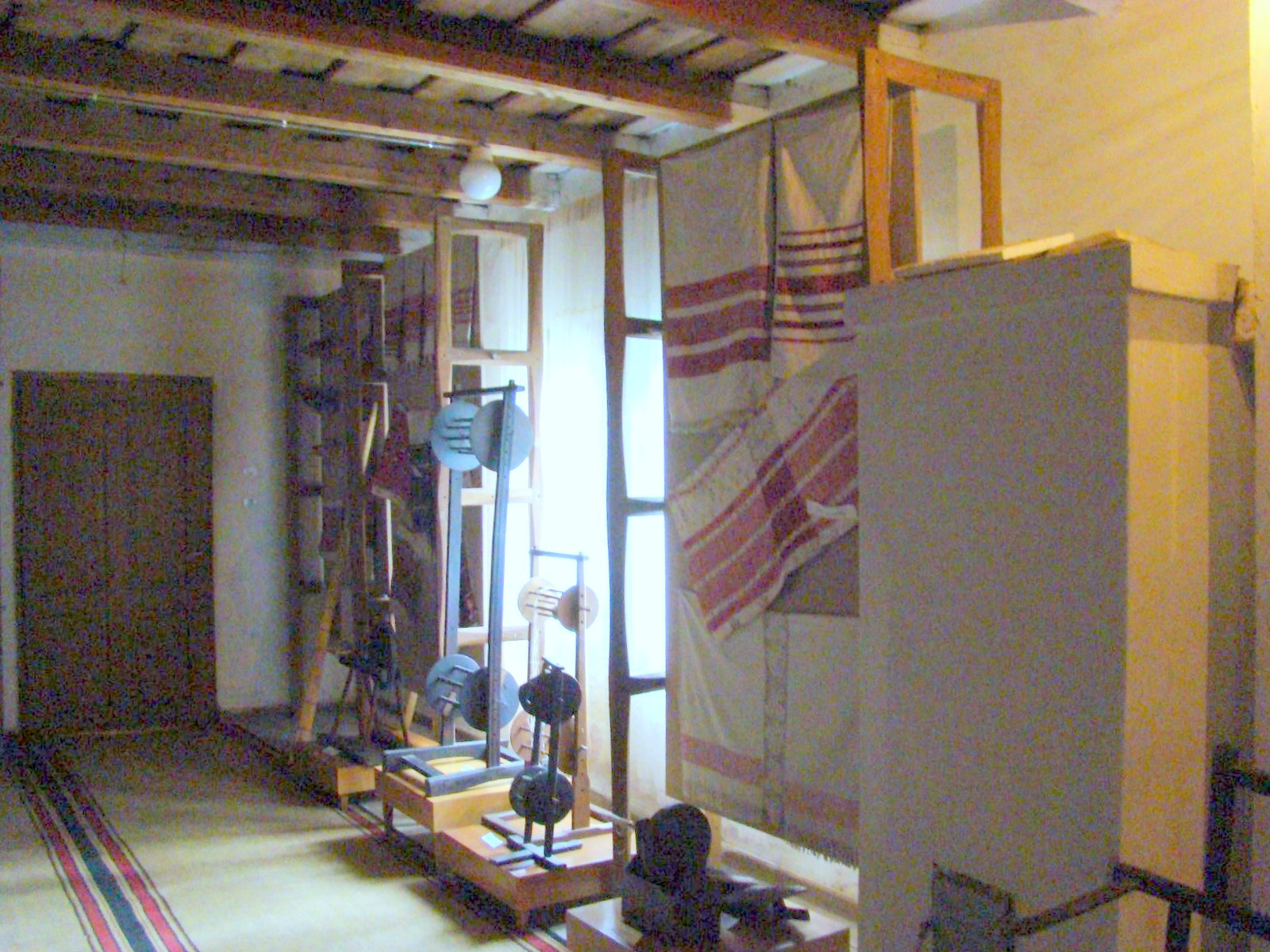
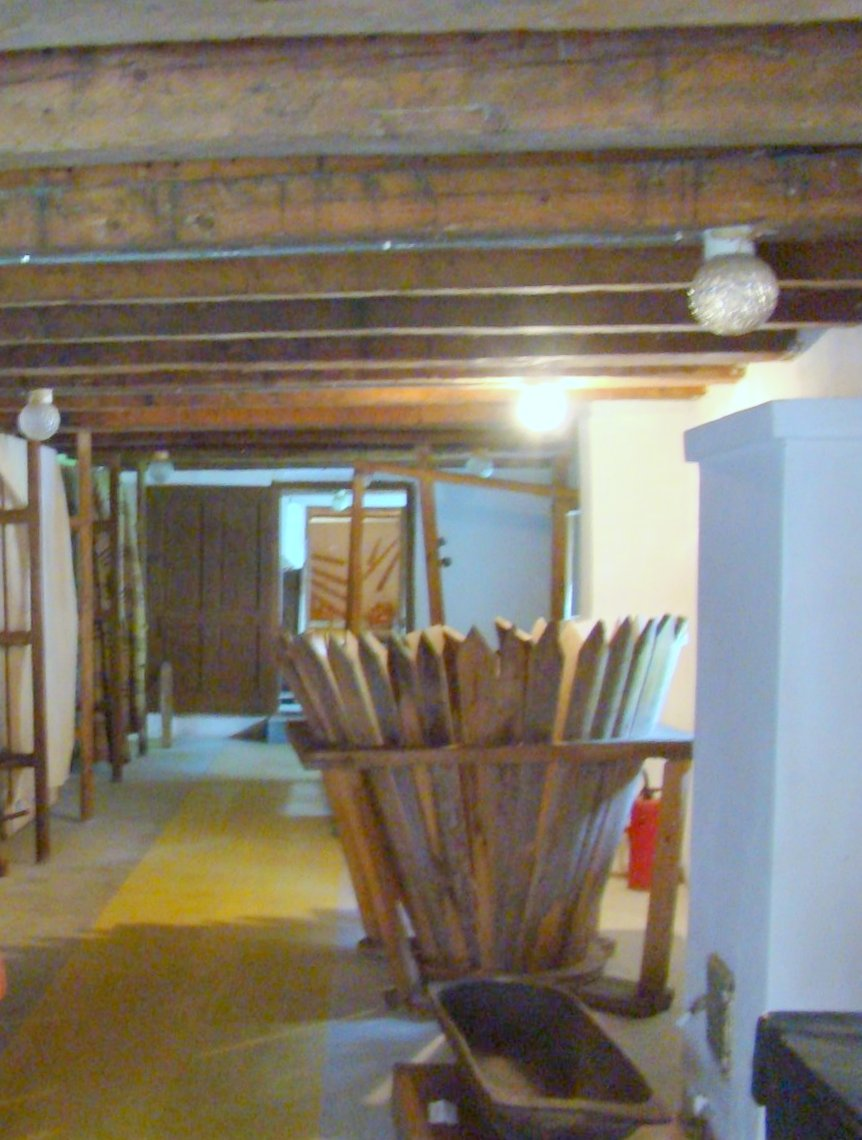
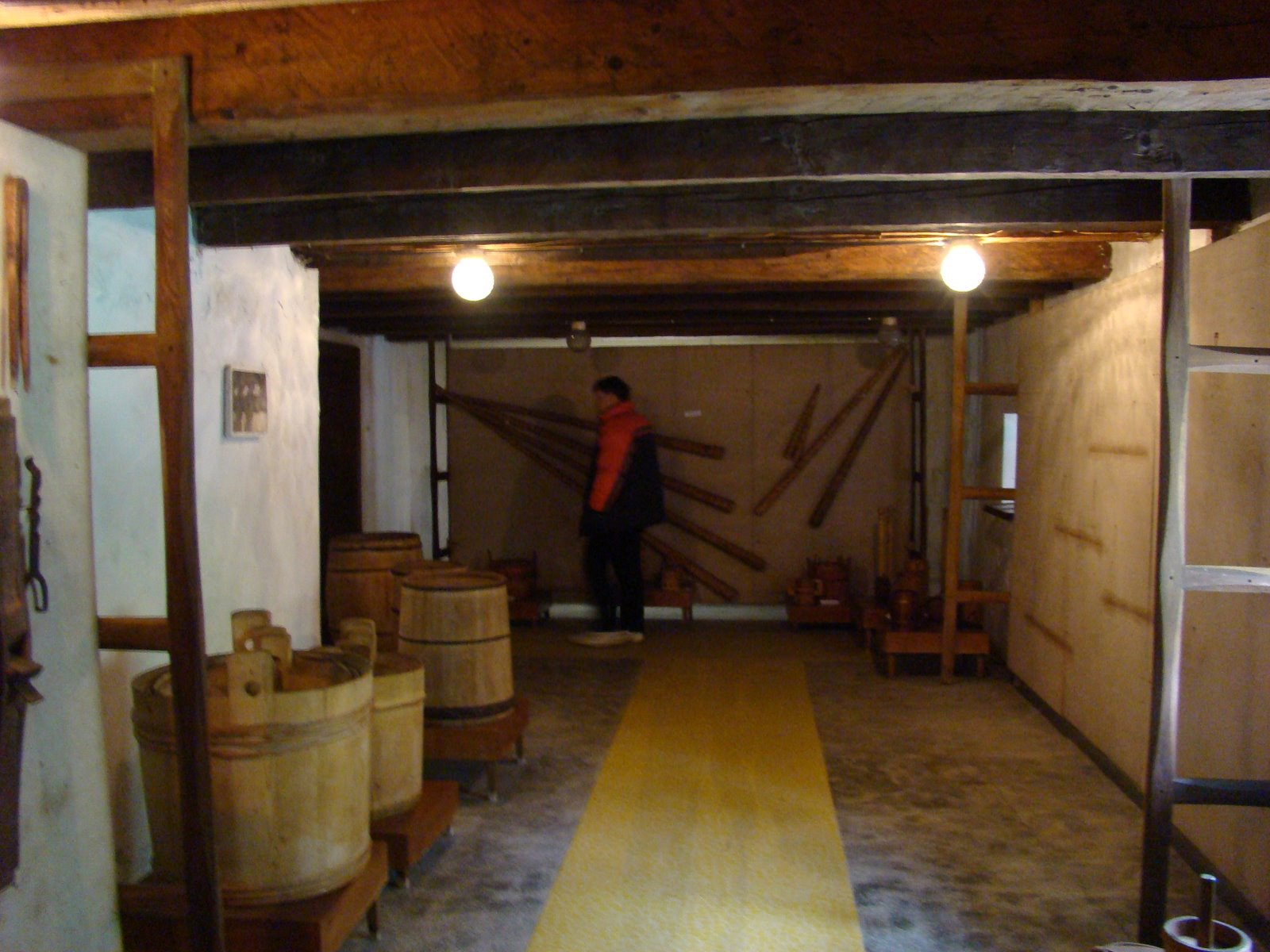